# شیرین سالار
 روستای حاج شیرین سالار، از توابع بخش مرکزی شهرستان هیرمند در استان سیستان و بلوچستان ایران است.

## جمعیت
این روستا در دهستان مارگان قرار دارد و جمعیت آن در سر شماری سال 95 دارای ٩٨ نفر و 25 خانوار بوده‌است.